# Miltochrista nigralba
Miltochrista nigralba là một loài bướm đêm thuộc phân họ Arctiinae, họ Erebidae.